# Ptyssiglottis peranthera
Ptyssiglottis peranthera är en akantusväxtart som först beskrevs av Cornelis Eliza Bertus Bremekamp, och fick sitt nu gällande namn av B. Hansen. Ptyssiglottis peranthera ingår i släktet Ptyssiglottis och familjen akantusväxter. Inga underarter finns listade i Catalogue of Life.